# Fleckenskunks
Die Fleckenskunks (Spilogale) sind eine Raubtiergattung aus der Familie der Skunks oder Stinktiere (Mephitidae). Die Gattung umfasst sieben Arten, die in Nord- und Mittelamerika leben.

## Merkmale
Das Fell der Fleckenskunks ist auffallend schwarz-weiß gemustert. Namensgebendes Merkmal sind die weißen Flecken oder Streifen, die in sechs streifenförmig angeordneten Längslinien auf dem ansonsten schwarz gefärbten Fell verlaufen, am hinteren Teil des Rumpfes haben sie einige Querstreifen. An der Oberseite des Kopfes haben sie einen weißen, dreieckigen Fleck, auch die Schwanzspitze ist weiß. Die genaue Anordnung der Flecken ist von Individuum zu Individuum verschieden. Ihr Körper ist schlank gebaut, die Gliedmaßen sind verhältnismäßig kurz. Fleckenskunks sind die kleinsten Stinktiere, sie erreichen eine Kopf-Rumpf-Länge von 12 bis 34 Zentimetern, der buschige Schwanz wird 7 bis 22 Zentimeter lang. Das Gewicht variiert von 0,2 bis 1,0 Kilogramm.

## Lebensweise

Thiole im Drüsensekret des Stinktiers.

Fleckenskunks bewohnen eine Reihe von Habitaten wie Grasland, baumbestandene Gebiete oder felsige Regionen, sie fehlen allerdings in dichten Wäldern und allzu feuchten Gebieten. Sie sind nachtaktive Tiere, die den Tag in Erdbauen oder manchmal auch in Bäumen verborgen verbringen. In der Nacht begeben sie sich auf Nahrungssuche, wobei sie sich meist in dichter Vegetation am Boden aufhalten, allerdings gelegentlich auf Bäume klettern. Es sind soziale Tiere, bis zu acht Individuen können sich eine Schlafstätte teilen.
Im Bedrohungsfall stellen sie sich auf die Vorderpfoten, sie beugen den Schwanz über den Kopf und präsentieren so dem Feind den After im Handstand. Nützt diese Drohgeste nichts, versprühen sie ihr streng riechendes Sekret – Thiole enthaltend – aus den zwei Analdrüsen, wobei sie vorrangig auf das Gesicht des Angreifers zielen.

## Nahrung
Fleckenskunks sind Allesfresser. Sie verzehren sowohl Fleisch wie kleine Nagetiere, Baumwollschwanzkaninchen, Vögel, Eier und Insekten als auch pflanzliche Nahrung wie Körner und Früchte. Der Speiseplan ist teilweise saisonabhängig.

## Fortpflanzung
Nach einer rund 30- bis 50-tägigen Tragzeit bringt das Weibchen rund drei bis sechs Jungtiere zur Welt. Vor allem im Westen des Verbreitungsgebietes kommt es aber zu einer verzögerten Einnistung, sodass zwischen Begattung und Geburt mehrere Monate liegen können. Neugeborene sind blind und hilflos, sie öffnen die Augen mit rund 32 Tagen und werden nach rund 8 Wochen entwöhnt. Während Westliche Fleckenskunks schon nach vier bis fünf Monaten geschlechtsreif werden, dauert dies bei Östlichen Fleckenskunks knapp ein Jahr.

## Arten

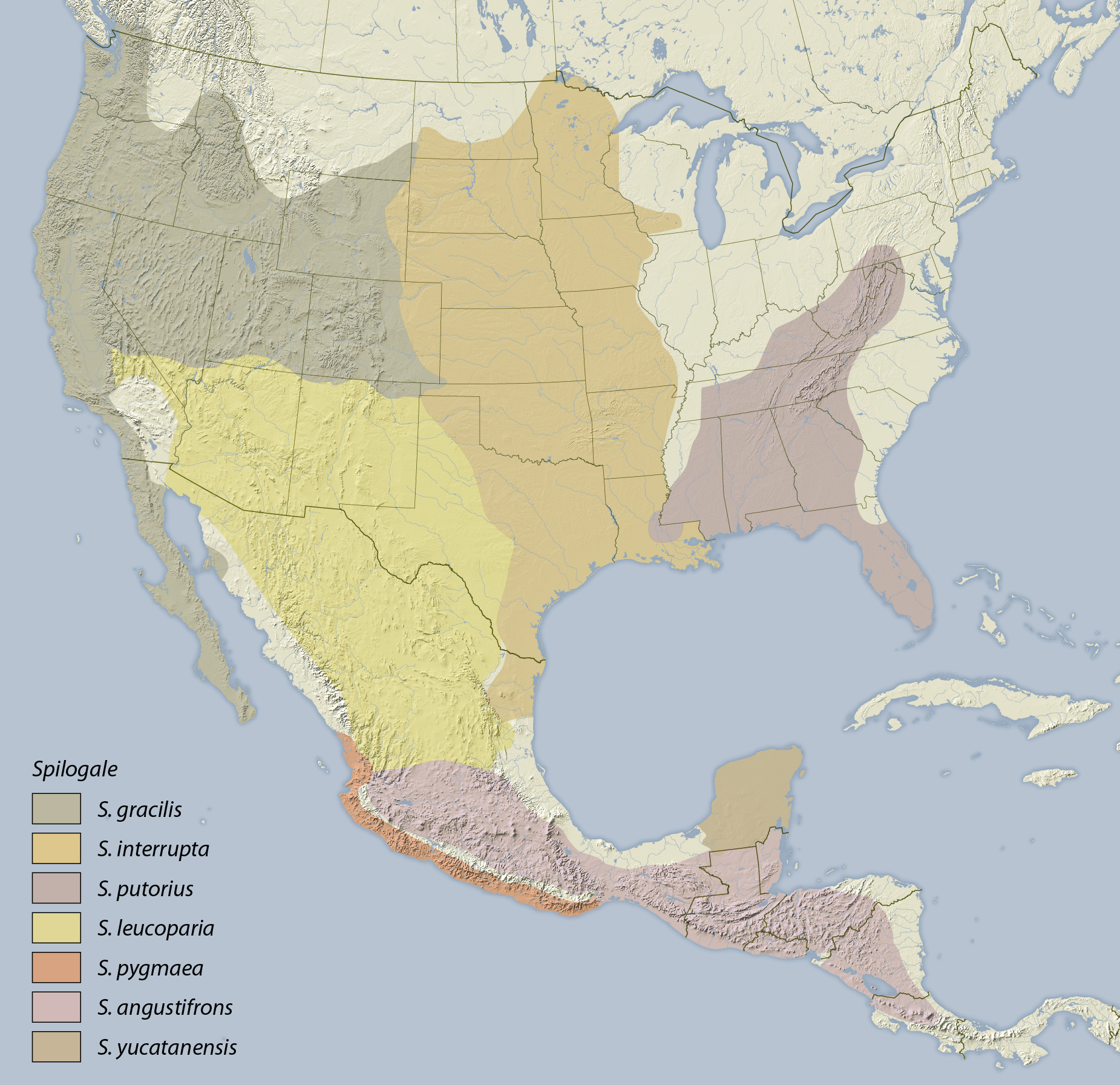
Die Verbreitungsgebiete der sieben Arten der Fleckenskunks

Zur Gattung der Fleckenskunks werden folgende sieben rezente Arten gerechnet:
- Westlicher Fleckenskunk (Spilogale gracilis), 4 Unterarten, lebt im westlichen Nordamerika, das Verbreitungsgebiet erstreckt sich von British Columbia und Wyoming bis nach Colorado, Utah, Nevada und in Niederkalifornien,[2] nicht gefährdet[3]

- Östlicher Fleckenskunk (Spilogale putorius), keine Unterarten, ist in den USA östlich des Mississippi Rivers, von südlichen Pennsylvania bis Florida, beheimatet,[2] nicht gefährdet[4]

- Zwerg-Fleckenskunk (Spilogale pygmaea), keine Unterarten, bewohnt ein kleines Gebiet entlang der Pazifikküste Mexikos,[2] gefährdet[5]

- Südlicher Fleckenskunk (Spilogale angustifrons), keine Unterarten, kommt vom zentralen Mexiko bis Costa Rica vor,[2] nicht gefährdet[6]

- Plains-Fleckenskunk (Spilogale interrupta), keine Unterarten, kommt in den Great Plains westlich des  Mississippi vor von Minnesota im Norden bis Louisiana, Ost-Texas und Tamaulipas im Süden.[2]

- Wüsten-Fleckenskunk (Spilogale leucoparia), keine Unterarten, kommt in Arizona, New Mexico, im westlichen Texas und im Norden von Mexiko vor.[2]

- Yucatán-Fleckenskunk (Spilogale yucatanensis), keine Unterarten, kommt auf der Halbinsel Yukatan vor.[2]

Ursprünglich wurden nur die ersten vier Arten als eigenständige Arten anerkannt. In einer im Sommer 2021 veröffentlichten phylogenetischen Studie fand man 8 evolutionäre Linien innerhalb der Gattung der Fleckenskunks und erhob deshalb drei Unterarten in den Artrang. Die achte Linie wurde in der Sonora-Wüste gefunden. Die Sonora-Klade unterscheidet sich in ihrer mtDNA von den anderen evolutionäre Linien und entstand möglicherweise im Verlauf einer Hybridisierung.

## Systematik
Die wissenschaftliche Erstbeschreibung der Gattung stammt von John Edward Gray aus dem Jahr 1865, der als Typusart den Östlichen Fleckenskunk wählte. Dieser war zuvor als Mephitis interrupta von Rafinesque, 1820, beschrieben und wurde später mit dem von Carl von Linné in seiner Systema naturae 1758 beschriebenen [Viverra] putorius, heute Spilogale putorius, synonymisiert.
Die Fleckenskunks stellen in ihrer Gesamtheit die Schwestergruppe der ebenfalls in Nord- und Mittelamerika verbreiteten Streifenskunks (Mephitis) dar. Die mehr auf Südamerika konzentrierten Weißrüsselskunks (Conepatus) werden diesen gegenübergestellt. Der Zwerg-Fleckenskunk wurde als basale Schwesterart aller anderen Fleckenskunkarten identifiziert. Er trennte sich von diesen schon vor etwa 5 Millionen Jahren. Die übrigen Fleckenskunkarten lassen sich wiederum zwei Kladen zuordnen, eine östliche und eine westliche. Sie trennten sich voneinander vor 1,5 Millionen Jahren. Diese zwei Linien diversifizierten sich in vor 660.000 bis 350.000 Jahren im Zusammenhang mit den Zyklen der Eiszeiten. Zur östlichen Klade gehört der Östliche Fleckenskunk, Spilogale interrupta und S. yucatanensis, zur westlichen der Westliche Fleckenskunk, der Südliche Fleckenskunk, S. leucoparia und die Fleckenskunks aus der Sonora (Sonora-Klade).

## Fleckenskunks und Menschen
Da sich die Tiere manchmal in der Nähe des Menschen niederlassen, sind sie gefürchtet, vor allem wegen des Gestanks, aber auch weil sie manchmal Geflügel reißen. In kleinem Ausmaß werden sie auch wegen ihres Pelzes (Skunkfell) gejagt, eine weitere Gefahr stellt der Automobilverkehr dar, dem viele Tiere zum Opfer fallen.
Trotzdem sind Fleckenskunks weitverbreitet und zählen nicht zu den bedrohten Arten, lediglich der Zwerg-Fleckenskunk wird von der IUCN als gefährdet (vulnerable) gelistet.